# Chloropteryx
Chloropteryx là một chi bướm đêm thuộc họ Geometridae.

## Các loài
- Chloropteryx nordicaria (Schaus, 1901)
- Chloropteryx paularia (Möschler, 1886)
- Chloropteryx tepperaria (Hulst, 1886)